# Двојник
Двојник, је концепт који се односи на бића или ентитете који деле изглед или особине с другим особама, често без икакве биолошке везе.
Oва појава је присутна у различитим културама и може се појавити у митологији, књижевности и популарној култури. Двојници се често описују као особе које изгледају идентично, али немају никакву биолошку сродност. У неким причама и традицијама, двојници се повезују са духовним или паранормалним феноменима, или се сматрају лошим предказањима. У модерно доба, појам „близанац-странац“ се понекад користи као синоним за двојника, наглашавајући сличност изгледа између људи без икакве биолошке везе.

## Правопис и изговор речи
Реч двојник потиче из немачког језика, тачније од именице Doppelgänger, што буквално значи „двоструки ходник“. Иако су једнина и множина исте у немачком, у енглеском писци често користе множину doppelgangers. Такође, у немачком постоји и женски облик, Doppelgängerin (множина: Doppelgängerinnen). Први познати пример ове речи, у нешто другачијем облику Doppeltgänger, налазимо у роману Siebenkäs (1796) аутора Жана Пола, који објашњава своју новотворену реч у фусноти; реч Doppelgänger такође се појављује и у самом роману, али са другачијим значењем.
На немачком језику, реч се пише (као што је уобичајено код немачких имена) са почетним великим словом: Doppelgänger. У енглеском, реч је генерално писана малим словом, и обично се изоставља умлаут на слову а: doppelganger.

## Митологија и народна веровања
Енглески говорници су тек недавно почели да користе ову немачку реч за надприродни концепт. Францис Гросеов Провинцијалски глосар из 1787. користио је израз fetch (узвратити) дефинисан као „појављивање живе особе“. Књига Кетрин Кроу о паранормалним феноменима, Ноћна страна природе (1848), помогла је да се немачка реч прошири. Концепт алтер ега и двоструких духова појављује се у фолклорним причама, митовима, верским концептима и традицијама многих култура кроз људску историју.
У древноегипатској митологији, ка је био опипљиви „дух двојник“ који има иста сећања и осећања као особа којој двојник припада. Грчка принцеза представља египатски поглед на Тројански рат у коме ка Јелене заводи Париса, помажући да се рат заустави. Овај мемички осећај такође се појављује у Еурипидовој представи Хелен, а у нордијској митологији, vardøger је духовни двојник који се види како обавља радње особе унапред. У финској митологији, овај образац је описан као имање etiäinen, „првопојавник“.
Многе муслиманске земље имају концепт карин или qarin, који је потенцијално добронамеран или штетан духовни двојник истог пола, расе и паралелног темперамента као особа са којом је повезан. Рађа децу која су духовни двојници деце особе. На неким местима, карин је супротног пола у односу на особу коју представља. Када је злонамеран, често покушава да убеди особу са којом је повезан да следи своје лоше хирове. Неки суфистички мистици приказивали су карина као ђавола који борави у крви и срцима људи. Популарност му варира од земље до земље; на пример, популарнији је у Египту него у Судану.
У речнику енглеског дијалекта Џозефа Рајта, наведен је као застарели термин северних крајева.

## Примери

### Џон Дон
Изак Валтон тврдио је да је Џон Дон, енглески метафизички песник, видео двојника своје жене 1612. године у Паризу, исте ноћи када је њихова ћерка рођена мртва. Овај извештај први пут се појављује у издању Животописа Др. Ризвана Ризинга објављеног 1675. године, и приписан је „часна особа... исприча са таквим тврдњама о тим околностима, да... искрено верујем да је тај који ми је то испричао, и сам веровао да је истинито.“
Два дана након њиховог доласка, господин Дон је остао сам у тој соби у којој су се састали Сер Роберт, он и неки други пријатељи на вечери. Сер Роберт се вратио на то место за пола сата; и како је отишао, тако је затекао господина Дона самог; али, у таквој екстази и са толико промењеним изгледом, да је запањио Сер Роберта толико да је жарко желео да господин Дон каже шта му се догодило за кратко време његовог одсуства. На шта господин Дон није био у могућности да одмах одговори: али, после дугог и збуњујућег застоја, коначно је рекао, видео сам страшну визију откако сам вас видео: видео сам своју драгу жену два пута пролазећи поред мене кроз ову собу, са косом која јој пада око рамена, и мртвом бебом у наручју: то сам видео откако сам вас последњи пут видео. На то је Сер Роберт одговорио; Сигуран сам, господине, да сте спавали откако сам вас видео; и, ово је резултат неког меланхоличног сна, који вас молим да заборавите, јер сте сада будни. На што је господин Дон одговорио: Не могу бити сигурнији да сада живим, него да нисам спавао откако сам вас видео: и убеђен сам да је при њеном другом појављивању стала, погледала ме у лице, и нестала.
Р. Ц. Балд и Р. Е. Бенет су довели у питање истинитост Волтоновог извештаја.

### Перси Биш Шели
8. јула 1822. године, енглески песник Перси Биш Шели се удавио у заливу Спезија близу Леричија у Италији. 15. августа, док су боравили у Пизи, Персијева супруга Мери Шели, ауторка и уредница, написала је писмо Марији Гизборн у којем је пренела Персијеву тврдњу да је срео свог двојника. Недељу дана након Мериног готово фаталног спонтаног прекида трудноће, у раним јутарњим сатима 23. јуна Перси је имао ноћну мору о томе како се кућа руши у поплави, и такође...
... следећег јутра рекао ми је да је имао много визија у последње време — видео је фигуру себе која га је срела док је шетао по тераси и рекла му — „Колико дуго намераваш да будеш задовољан?“ — Нису то биле веома страшне речи и сигурно нису биле пророчке у вези са оним што се десило. Међутим, Шели је често виђао ове фигуре када је био болестан; али најчуднија ствар је што је госпођица Вилијамс такође видела њега. Сада, Џејн, иако жена осећајности, нема много маште и уопште није нервозна — ни у сновима ни на други начин. Једног дана, дан пре него што сам се разболела, стајала је код прозора који је гледао на терасу са Трелонијем — био је дан — видела је, како је мислила, Шелија како пролази поред прозора, као што је често био тада, без сакоа или џемпера — прошао је поново — сада, док је пролазио оба пута истим путем — и пошто с те стране којом је ишао није било повратка осим поновног проласка поред прозора (осим преко зида двадесет стопа високог) била је изненађена што га је видела како пролази два пута и погледала је напоље и кад га више није видела, викнула је — „Боже мој, да ли је Шели скочио са зида?.... Где ли је отишао?“ „Шели,“ рекао је Трелони — „Не, Шели није прошао — Шта мислиш?“ Трелони каже да је јако дрхтала када је то чула и заиста се показало да Шели никада није био на тераси и био је далеко, у време када га је она видела.
Шелијева драма Ослобођени прометеј  (1820) садржи следећи пасус у првом чину: Пре него што је Вавилон постао прах, / Маг Заратустра, моје мртво дете, / Срео је своју сопствену слику како хода по врту. / Ту појаву, једину међу људима, он је видео. / Јер знај, постоје два света живота и смрти: / Један који ти гледаш; али други / Је испод гроба, где настањују / Сенке свих облика који мисле и живе / Док их смрт не споји и више се не растану...

### Јохан Волфганг Гете
Недалеко од краја 11. књиге своје аутобиографије, Поезија и истина (1811–1833), Гете је написао, готово успут: 
Услед свог притиска и збуњености, нисам могао одустати од тога да још једном видим Фредерику. То су били болни дани, којих се не сећам. Када сам јој пружио руку са коња, сузе су јој се појавиле у очима; и осећао сам се веома нелагодно. Сада сам ја јахао дуж пешачке стазе према Друзенхајму, и тада ме обузео један од најчуднијих предосећаја. Видео сам, не очима тела, већ очима ума, своју сопствену фигуру како долази према мени, на коњу, истим путем, обучену у хаљину коју никада нисам носио, — била је шарена-сива, са примесом злата. Чим сам се освестио из овог сна, фигура је потпуно нестала. Међутим, чудно је што сам, осам година касније, нашао себе на истом путу, да посетим Фредерику још једном, обучен у хаљину о којој сам сањао, и коју сам носио, не избором, већ случајно. Без обзира како је иначе, ова чудна илузија ме је у некој мери смирила у тренутку растанка. Бол због напуштања племените Алзаса заувек, са свим што сам у њему стекао, био је ублажен; и, напокон избегавши узбуђење због растанка, на мирном и тихом путовању, прилично сам повратио своју самоконтролу.
Ово је пример двојника који је посматрача перципирао као бенигног и умирујућег.

### Емили Саже
Емили Саже, француска професорка радила је 1845. године у интернату у данашњој Летонији, наводно је имала двојника. Причу је пренео Роберт Дале Овен.

### Џорџ Тријон
Пример из Викторијанског доба је наводно појављивање Вице-Адмирала Сер Џорџ Триона. Речено је да се прошетао кроз собу за сликање у својој кући у Еатон Скверу, у Лондону, гледајући право напред, не прогоривши ни једну реч, пред бројним гостима на забави коју је приредила нјегова супруга 22. јуна 1893. године, када је требао да буде на броду Медитеранске ескадриле, пловећи обалом Сирије. Додатно, пријављено је да је потонуо заједно са својим бродом, ХМС Викторија, те исте ноћи, након што се сударио са ХМС Кампердовном, пратећи необјашњену и бизарзну наредбу да окрене брод у правцу другог брода.

### Краљ Италије Умберто I
Популарна прича о италијанском краљу Умберту Првом,  говори о краљу који је јео у ресторану и открио да је власник његов покојни двојник. Након што је попричао са тим човеком, Умберто је сазнао за низ случајности између њихових живота, као што су: оба човека су рођена истог дана у истом граду, обојица су оженили жене са истим именима, и ресторан се отворио на дан Умбертовог крунисања. Умбертово убиство из 1900. године се догодило истог дана када је Умберто чуо вести да је власник ресторана погинуо у пуцњави.

### Близанци странци
Појавом друштвених мрежа, појавило се неколико случајева где су људи пронашли своје „близанце-странце“ онлајн, модерни назив са двојника. Постоје вебсајтови где корисници могу да поставе своју фотографију и софтвер за препознавање лица би покушао да пронађе другог корисника таквог изгледа. Неки од сајтова су пријавили проналаске неколико двојника.

## У популарној култури

### Књижевна дела
Лорд Бајрон користи слике двојника да истражи дуалитет људске природе. У делу Ђавољи еликсир (1815), мушкарац убија братa и мајку своје вољене принцезе, открива да је његов двојник осуђен на смрт за ове злочине уместо њега, и ослобађа га, само да би двојник убио објекат његове љубави. Ово је један од раних романа Е. Т. А. Хофмана.
У роману Вилијам Вилсон,  Едгара Алана Поа, главног јунака прати двојник целог живота, који га мучи и прави му непријатности. Касније главни јунак убија свог двојника и схвата да је двојник само осликавао њега. Роман је прво објављен 1839. године, међутим објављен је и 1840. године у делу Приче о гротески и арабески.
Роман Двојник (1846), Фјодора Достојевског прати искушења и падове Ивана Петровича, који се неочекивано сусреће са својим двојником, Александаром Голицином. Он користи недостатке карактера протагонисте како би преузео његов живот. Кроз сукобе са својим двојником, Иван се суочава са сопственим демонима и мраком у себи, што резултује драматичним разрешењем.
У роману Браћа Карамазови, Достојевски истражује бројне дубоке психолошке и моралне теме кроз различите карактере. Један од најзанимљивијих аспеката је сукоб између двојника, представљен кроз карактере као што су Иван и Симон. Иван, интелектуалац који се бори са моралним дилемама и појмом зла, суочава се са својим двојником који га представља као његову  унутрашњу борбу. Овај сукоб пружа увид у дубине људске психе и различите начине на које се особе носе са сопственим демонима.
У роману Чарлса Дикенса Прича о два града (1859), Чарлс Дарнеј и Сидни Картон  су толико слични у изгледу и понашању да је тешко разликовати их, осим ако посматрач не обраћа посебну пажњу. На почетку романа, то резултује ослибођењем Дарнеја, након што сведок није могао да разликује два лика на суђењу. У кулминацији, сличност омогућава Картону да замени Дарнеја за  смртну казну.
У роману Владимира Набокова Очај (1936), наратoр и протагониста приче, Херман Карлович, власник фабрике чоколада, среће бескућника у Прагу, кога сматра својим двојником.
Хорхе Луис Борхес у краткој причи Други (1972) открива да седи на клупи са својим старијим двојником, где воде разговор.
У роману Гламурама (1998) Брет Истон Елиса, главни глумац-модел Виктор Ворд, има двојника којег људи грешком замењују са Вордом, често тврдећи да су га видели на забавама и догађајима за које Ворд не може да се сети да их је посетио. У једном тренутку романа, Виктор отпутује у Европу, али извештаји о његовом посећивању догађаја у Сједињеним Државама појављују се у насловима новина. Викторовог двојника можда је поставио Викторов отац, сенатор САД који тежи да пронађе поузданију и паметнију замену за свог сина која би поспешила његове изгледе за будућу изборну победу. Иако је роман испричан из перспективе Виктора, различита поглавља су двосмислена, тако да остављају читаоца да се пита да ли су уствари исказана од стране двојника.
У Силаску у пакао (1939) Чарлса Вилијамса, постоји лик Полина Анстратера који виђа свог двојника током читавог живота. Примена мотива двојника је карактеристична за готичку књижевност.
Момчило Настасић у својој причи Два Прозора, истражује психолошку дуалност кроз сусрет протагонисте са његовим двојником. Протагониста, суочен са својим двојником, постаје свесан својих дубоких унутрашњих сукоба. Ова суочавања пружају увид у мрачне аспекте људске природе и болне емоционалне борбе.
У краткој причи Проклета Авлија, Иво Андрић истражује теме греха, карактера и духовне тескобе кроз присуство двојника. Главни лик, суочен са сенком свог двојника, постаје свесан својих грехова и моралних дилема. 

### Филм
У филму Чудо (1912), Девица Марија (као двојница) ступа на место монахиње која је побегла из свог манастира у потрази за љубављу и авантуром.
Студент из Прага (1913) је немачки неми филм у којем ђаволски лик краде одраз младог студента из његовог огледала, што касније резултује његовим повратком.
Аниматор Џек Кинг ствара двојника Паје Патка у филму Паја у проблему (1946), где се двојник савршено изражава на енглеском језику и лепо се понаша.
Филм Двојник из 1969. године приказује путовање на другу страну Сунца, где астронаут проналази контра-Земљу, своју планету у огледалу. Претпоставља да је његов пандан у том тренутку на његовој Земљи у истој ситуацији.
Филм Господин Клајн из 1976. године, редитеља Жозеа Лосеја, прати Алена Делона у улози трговца уметнинама у нацистичком окупираном Паризу који добија јеврејске новине адресиране на њега. Када га полиција осумњичи као члана отпора, он започиње немилосрдну потеру за својим наводним двојником.
Енглески глумац Роџер Мур игра човека прогоњеног двојником, који настаје након искуства блиске смрти, у филму Човек који га је прогонио (1970) Базила Дирдена.
У совјетском криминалистичком филму Џентлмени среће  (1971), Јевгениј Трошкин (Јевгениј Леонов), љубазни васпитач у вртићу који има исти изглед као тражени криминалац  „Доцент“, шаље се на мисију да помогне полицији да пронађе древни златни шлем коју је Доцент сакрио.
Француско-пољски филм из 1991. године, Двоструки живот Веронике (пољ. Подwóјне żyцие Wероники), редитеља Кризостофа Киесловског са Ирен Жакоб у главној улози, истражује мистериозну везу између две жене, обе игра Ирен Жакоб, које деле интензивну емотивну везу иако се никада нису среле.
Двојници су главна тема и елемент заплета у филму Престиж из 2006. године, редитеља Кристофера Нолана, са Хју Џекманом и Кристијаном Бејлом у главним улогама. Илузионисти Роберт Ангијер (Џекман) и Алфред Борден (Бејл) такмиче се један с другим како би усавршили трик у коме изгледа да се неки предмет или особа моментално премешта или транспортује са једног места на друго на позорници. Ангијер прво изводи трик са двојником (такође играним од стране Џекмана). Касније користи машину која му омогућава да створи неограничен број клонова себе. У последњој сцени открива се да је и Борден користио двојника како би извео трик; лик Бордена заправо су била два идентична мушкарца који су се смењивали у Борденовом јавном животу како би створили илузију да су један човек.
У дечјем филму Брец: Авантура на ноћењу из 2007. године једна од прича укључује да Саша буде мучена и замењена двојником којег проналази у кући огледала.
У психолошком хорор филму Језеро Мунго из 2008. године, кулминација филма садржи сцену у којој је млада тинејџерка, по имену Алиса, нападнута од стране своје изобличене двојнице, као предосећај њеног скорашњег смртног исхода.
У филму Ричарда Ајоваде Двојник (2013), заснованом на истоименом роману Фјодора Достојевског, човека мучи двојник који је запослен на његовом радном месту и утиче на његов лични и професионални живот.
Ђавоља кула Дениса Вилнева (2013) прича је о историчару који, гледајући филм, открива глумца који је физички идентичан њему. Животи ова два мушкарца почињу да се преплићу и замагљују границе индивидуалног идентитета.
Разведени пар Итан и Софи проналазе своје двојнике заробљене у викендици коју им је брачни саветник препоручио у филму Чарлија Мекдауела Онај кога волим (2014).
Хорор филм Џордана Пила Ми (2019) прати породицу Вилсон коју нападају двојници њих самих познати као „Везани“.

### Телевизија
У српској крими-драми Шифра Деспот, главни лик, детектив, суочава се са својим двојником током случаја мистериозних убистава. Сукоб између њих пружа увид у различите аспекте људске природе и моралних дилема.
У епизоди Слика у огледалу прве сезоне серије Зона сумрака (оригинално емитована 25. фебруара 1960), млада жена више пута види свог двојника на аутобуској станици у Њујорку. Након што је одведу у лудницу, епизода се завршава другим човеком који покушава ухватити свог двојника.
Радња епизоде Ватрена киша серије Колчак: Ноћни ловац (оригинално емитована 8. новембра 1974) одвија се око духа преминулог пиромана који постаје двојник познатог диригента оркестра. Дух затим, почиње убијати људе блиске диригенту (спонтаним људским сагоревањем), са крајњим циљем преузимања диригентовог тела.
Епизода серије Кућа страве под називом Два лица зла (оригинално емитована 29. новембра 1980) фокусира се на део митологије о двојницима где је сусрет са својим двојником предзнак блиске смрти.
У завршној епизоди друге сезоне серије Твин Пикс - Изван живота и смрти (оригинално емитована 10. јуна 1991), специјални агент Дејл Купер сусреће различите двојнике у Црној Колиби, од којих је један злонамерни Дејл Купер. Куперов двојник мења места с њим на крају епизоде, заробљавајући оригинал у Црној Колиби. Укупно три различита двојника послата су из мистериозне Црне Колибе да муче силе добра у серији Твин Пикс: Повратак.
У епизоди Мајами два пута хумористичне серије Само будале и коњи (оригинално емитована 25. децембра 1991), протагонисте Дел Бој и Родни Тротер долазе у сукоб са породицом мафијашког шефа Дона Винченца Окетија, који је двојник Дел Боја. Окетијева породица смишља план да јавно убије Дела како би лажирала смрт Окетија и како би он избегао предстојеће суђење за убиство, мада Дел и Родни прозиру превару и на крају пружају властима доказе да осуде Окетија и пошаљу га у затвор.
У трећој сезони серије Бафи убица вампира, у епизоди Двојница (оригинално емитована 23. фебруара 1999), Вилоу среће свог вампирског двојника који је први пут представљен седам епизода раније (у епизоди Жеља (8. децембра 1998)). У епизоди пете сезоне Замена (10. октобра 2000), Ксандер открива сопственог двојника (којег тумачи глумчев идентични брат близанац).
У осмој сезони серије Монк, у епизоди Господин Монк је неко други (оригинално емитована 28. августа 2009), детектив бива запослен да глуми мртвог мафијашког убицу који је био његов двојник.
У хумористичној серији Како сам упознао вашу мајку, током пете и шесте сезоне (емитоване 2009–2011), свако од пет главних ликова сусреће свог идентичног странца. До епизоде Дупли састанак, приметили су Маршаловог двојника, кога су прозвали „Бркати Маршал“, и Робининог („Лезбејка Робин“). У истој епизоди проналазе Лилиног двојника, руску стриптизету по имену Јасмин. Касније, у епизоди Роботи против рвача, екипа проналази Тедовог двојника, мексичког рвача, али Тед није ту да томе присуствује. У епизоди Двојници, Лили и Маршал одлучују да ће им то, чим пронађу двојника Барнија, бити знак од универзума да почну да покушавају да имају децу. Лили примети продавца переца за кога мисли да личи на Барнија, али у стварности уопште не личи на њега. Маршал ову грешку тумачи тако да Лили несвесно потврђује своју жељу за мајчинством, након чега одлучују да почну да покушавају да имају дете. Двојника Барнија – др. Џона Станџела – упознају у епизоди Лоше вести, иако су у почетку веровали да је он прерушени Барни.
У натприродној драмској серији Вампирски дневници (емитована 2009–2017), глумица Нина Добрев играла је улоге неколико двојника; Амару (први двојник), Татију (други), Катерину Петрову / Кетрин Пирис (трећу) и Елену Гилберт (четврту). Серија је углавном била усредсређена на двојнике слатке и искрене Елене и злобне Кетрин. У истој серији, Пол Весли тумачи Стефана Салватора и његове двојнике Тома Ејверија и Сајласа.
Почевши од друге сезоне серије Флеш, двојници играју кључну улогу у развоју серије. Као такви се дефинишу двојници из различитих земаља у мултиверзуму. Особа са вишеструким панданима која се појавила у серији била је Харисон Велс.
Трећа епизода четврте сезоне америчке серије Елементар, која представља савремену надоградњу лика Шерлока Холмса, Сир Артура Конана Дојла, фокусира се на феномен двојника. У епизоди Таг, ти си ја (оригинално емитовано 19. новембра 2015), жртве последњег случаја Шерлока Холмса пронашле су се путем веб сајта за проналажење двојника. Једна од жртава, и кривац за други случај који се истражује у истој епизоди, тражила је своје двојнике како би избегла ДНК тест за злочин који је починила годинама раније.

### Музички видеи
Мадона - Die Another Day (2002), у споту, Мадона се суочава са својим двојником, који је представљен као негативни аспект њене личности. Концепт двојника је коришћен да би се истакла борба са унутрашњим демонима и стравовима.
У споту Turn Back Time (1998) групе Аquа, тема двојника се користи како би се истакла идеја враћања у прошлост или промене судбине. У споту можемо видети сцену у којој се појављује главна певачица групе Аquа, Лене Нyстром, како се суочава са својом двојницом или сопственим одразом из прошлости. Ова техника визуелно представља идеју да се можемо суочити са сопственим одлукама или прошлим догађајима. 
Дајдо са песмом Hunter (2001), за коју је спот режирао Матју Ролстон, одвија се у граду током ноћи пуног месеца. У видеу, Дидо јури њен двојник по граду. Умешани су призори Дидиног певања песме на балкону, у дневној соби, као и у подводном забавном парку. Видео се завршава тако што Дидо стиже до своје двојнице у тунелу где се грле и мазе.
У контексту спота за песму Hold It Against Me (2011), дублер је коришћен за сцене у којима се Бритни Спеарс бори са својим двојником или са собом самом.

### Видео игре
Игра из 2013. године BioShock Infinite, у којој играч тумачи лик приватног детектива по имену Booker DeWitt који истражује тајанствени град изнад облака зван Columbia. Главни заплет ове игрице открива да протагониста Booker, заправо има двојника по имену Comstock, он је алтернативна верзија Booker-а из другог универзума који је кренуо потпуно другачијим путем у животу, постао је религијски фанатик и створио град Columbia. Откриће ове везе између детектива и његове алтернативне верзије представља кључни моменат у причи и дубоко утиче на ток догађаја игре.
Видео игра Zelda II: The Adventure of Link из 1987. године садржи непријатеља познатог као Дарк Линк (мрачна веза), такође познатог као Шедоу Линк (веза из сенке), који служи као последњи изазов игре. Од тада се Дарк Линк појављује као непријатељ у следећим насловима, и као гостујући лик у серији Super Smash Bros.
Видео игра Alone in the Dark 3 из 1995. године садржи непријатеља без имена којег Едвард Карнби назива својим двојником. Двојник опонаша потезе протагонисте како би га спречио да се попне на водоторањ. И он се спаја са Карнбијем након што додирну руке.
Видео игра Castlevania: Symphony of the Night из 1997. године садржи непријатеља познатог само као „Doppelganger“, дупликат главног протагонисте Алуцарда. Непријатељ опонаша покрете и обрасце напада играча.
Рачунарска игра из 1998. године Baldur's Gate користи двојнике као средство заплета, и као врсту непријатељског чудовишта које се супротставља играчевој групи ликова, и у оба главна наставка игре. Серија користи механику Dungeons and Dragons, у којој је постојање двојника као злих магичних бића карактеристично.
Видео игра  Devil May Cry 3: Dante's Awakening  из 2005. године  садржи непријатељско чудовиште познато као „Doppelganger“ са којим се играч бори пред завршетак игре. Након што победи демона, Данте стиче стил познат као „Doppelganger“ стил  који му омогућава да створи сенку себе која му помаже у борби.
Видео игра Super Mario Galaxy из 2007. године садржи двојника по имену Свемирски Марио, који се појављује у галаксијама Honeyhive, Freezeflame, Gold Leaf, Sea Side под утицајем комета Cosmic Clone, и који изазива Мариа на трку.
Видео игра Alan Wake из 2010. године и њен наставак Alan Wake's American Nightmare из 2012. године садрже лика по имену Господин Скреч, двојника протагонисте Алана Вејка који је створен као натприродна манифестација негативних гласина о лику након његовог нестанка на крају прве игре, и који жели да преузме и уништи Вејков живот.
Видео игре  Super Mario Galaxy 2 и  Super Mario 3D Land из 2010. и 2011. године садрже клонове Свемирског Мариа којима се Марио успротивљава кроз поједине нивое.
Радња видео игре Metal Gear Solid V: The Phantom Pain из 2015. године се врти око приче о  лику званом Веном Снејк који је одабрани мамац са задатком да реплицира легендарног војника Биг Боса. Он се убудуће назива Биг Босов двојник. Веном Снејк је био борбени медицинар који је пуно сарађивао с Биг Босом пре него што је одабран да буде физички измењен пластичном хирургијом како би постао Биг Босов двојник и био програмиран да верује да заправо јесте Биг Бос.
Видео игре Urban Legend in Limbo и Antinomy of Common Flowers из 2015. и 2017. године садрже лик Сумиреко Усами, чији се ултимативни напад означава као Doppelganger.

## Научне примене
Истраживања су открила да људи који су „прави“ двојници имају сличније гене од људи који не личе један на другог. Они деле гене који утичу не само на лице, већ и на неке фенотипове физичког изгледа и понашања, што такође указује на то да разлике у епигеному и микробиому доприносе само умерено људској варијабилности у изгледу лица.
Хеаутоскопија је термин који се користи у психијатрији и неурологији за халуцинацију „виђења сопственог тела на даљину“. Може се јавити као симптом шизофреније и епилепсије, и сматра се могућим објашњењем феномена двојника.
Криминолози налазе практичну примену у концептима препознавања и сличности лица због случајева погрешних осуда заснованих на сведочењу очевидаца. У једном случају, особа је провела 17 година иза решетака тврдећи да нема никакве везе са злочином којим је оптужена. На крају је ослобођена након што је пронађена особа која је имала изузетну сличност и исто име.
Године 1914, Ото Ранк почео је проучавати концепт двојника и његов потенцијал у психоанализи. Касније, 1919. године, Зигмунд Фројд ће проширити психолошку вредност двојника у свом делу Злокобно. Фројд објашњава да је двојник, или „дупликат“, идеја укорењена у нарцизму деце и налази се у огледалима, заштитним духовима, душама и мислима о терору повезаним са смрћу. Двојник почиње као утешни симбол бесмртности, али брзо постаје доносиоц смрти. Двојник је такође манифестација потиснутих мисли повезаних са психоаналитичким концептом негације. Негација укључена у појаву двојника користи се као алат за мапирање појединачног ега.